# 19528 Деллоро
19528 Деллоро (19528 Delloro) — астероїд головного поясу, відкритий 4 квітня 1999 року.
Тіссеранів параметр щодо Юпітера — 3,184.